# Alexandra Andrejewna Glagolewa-Arkadjewa

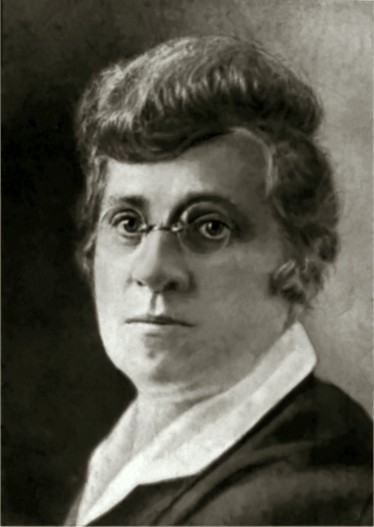
Alexandra Andrejewna Glagolewa-Arkadjewa

Alexandra Andrejewna Glagolewa-Arkadjewa, geborene Alexandra Andrejewna Glagolewa, (russisch Александра Андреевна Глаголева-Аркадьева, Geburtsname russisch Александра Андреевна Глаголева; * 16. Februarjul. / 28. Februar 1884greg. im Dorf Towarkowo, Rajon Bogorodizk; † 30. Oktober 1945 in Moskau) war eine russisch-sowjetische Physikerin und Hochschullehrerin.

## Leben
Glagolewa studierte in den von Wladimir Iwanowitsch Guerrier gegründeten Moskauer Höheren Kursen für Frauen in der Physikalisch-Mathematischen Fakultät mit Abschluss 1910. Sie arbeitete dann dort als Assistentin am Lehrstuhl für Physik. Im Ersten Weltkrieg organisierte sie und leitete dann das Röntgen-Kabinett des großen Moskauer Militärhospitals der Moskauer Höheren Kurse für Frauen. 1916 konstruierte sie ein Gerät zur röntgenographischen Bestimmung der Tiefe von Kugeln und Granatsplittern im Gewebe.
Als nach der Oktoberrevolution die Moskauer Höheren Kurse für Frauen mit der Universität Moskau (MGU) vereinigt worden waren, lehrte Glagolewa dort. 1919 heiratete sie den Physiker Wladimir Konstantinowitsch Arkadjew (1884–1953) und arbeitete in dem von ihm geleiteten Maxwell-Laboratorium der MGU.
1922 baute Glagolewa ein Gerät zur Erzeugung elektromagnetischer Wellen, den sogenannten Massensender, in dem in einem Gefäß mit Aluminiumspänen als mobile Hertzsche Oszillatoren in einem hochviskosen Öl Funken erzeugt wurden. Dank der geringen Größe dieser Oszillatoren konnte sie 1923 weltweit erstmals Wellen mit Wellenlängen zwischen 5 Zentimetern und 82 Mikrometern erzeugen und damit die Lücke zwischen Radiowellen und Wärmestrahlung füllen.
1930 wurden Glagolewas Mann  zum Professor an der MGU und Glagolewa zur Professorin an der MGU und am 2. Moskauer Medizinischen Institut ernannt. 1932 gründete sie und leitete dann den Lehrstuhl für allgemeine Physik der Fakultät für Natur der MGU. 1935 wurde sie ohne Verteidigung einer Dissertation zur Doktorin der physikalisch-mathematischen Wissenschaften promoviert.
1939 beendete Glagolewa aus Gesundheitsgründen ihre Lehrtätigkeit. Mit ihren Forschungsarbeiten deckte sie das gesamte Frequenzspektrum von den niederfrequenten Radiowellen bis zu den Röntgenstrahlen und Gammastrahlen ab mit Entwicklung der angemessenen Terminologie.
Glagolewa wurden auf dem Moskauer Nowodewitschi-Friedhof begraben.